# ナキア (キャラクター)
ナキア・シャンク（Nakia Shauku）は、マーベル・コミック発行のアメリカン・コミックスに登場する キャラクターである。

## 発行履歴
1998年11月にクリストファー・プリーストとマーク・テシェイラに創造され、『ブラックパンサー』vol. 3第1号でデビューした。

## キャラクター経歴
幼い頃、Q・ノマ渓谷の湿地帯に住むナキアは、部族の長老たちから“ワカンダ”の“ドーラ・ミラージュ”、「慕われる者たち」、または妻の候補として選ばれ、ティ・チャラ/ブラックパンサーに献上されるまでの3年間を訓練に費やした。彼女はドーラ・ミラージュ仲間のオコエと親しくなったが、彼女とは違ってティ・チャラのボディガードであることだけで満足した。だが、メフィストに幻影をかけられたティ・チャラにキスされたことで、ナキアはティ・チャラ王への執着が劇的に高まった。その結果、彼女はティ・チャラのアメリカ人の元恋人モニカ・リンに嫉妬し、彼女の殺害を企てたが、ティ・チャラに彼女を救出され、ナキアは追放された。
ナキアはアチェべに捕らえられ、拷問を受けていたが、エリック・キルモンガーに解放された。彼が使った復活の祭壇によって強化され、マリスと名付けられたナキアはティ・チャラと彼の女性同盟者を追いかけ、“クイーン・ディバイン・ジャスティス”と戦っている間に、ティ・チャラの同盟者の一人、ニコール・"ニッキー"・アダムスを殺害した。
後にマン・エイプと組み、復讐のためにティ・チャラの友人数人を毒殺・拉致した。さらにナキアは、モニカとティ・チャラの恋人の一人だと思っていたダコタ・ノースも殺そうと計画したが、結局ティ・チャラに計画を阻止された。
ナキアはエヴェレット・ロスを巻き込んだ任務の一件でようやく帰還。ロスがハット・ゼラーズに捕らえられ拷問された際、ナキアは彼を救出するために介入したが、彼女はまだドーラ・ミラージュから追放されたままだった。追い出されて恨みを抱いたナキアは、武器庫に加えて男を凌駕する力を与える“ジュフェイロ”という名のハーブなどを開発した。しかし、その薬物の長年の使用により、彼女は重病を患った。死ぬ前にティ・チャラを誘い出そうと、ナキアは長い間忘れられていたドーラ・ミラージュの武器“ミミック-27”を探し出し、彼女はモリー・ベンチ/ハイドロマンにそれを盗み出させた。
そしてナキアは最終的にミミック-27をティ・チャラの元妻であるオロロ・マンロー/ストームの後を追わせたが、ミミックは暴走し、彼女をも攻撃した。それを止めるためにドーラ・ミラージュはナキアの助けを必要としたが、彼女は再びティ・チャラに会えるまで行動を拒否した。やがて最愛のティ・チャラと再会すると、暴走するミミックを阻止するため、ドーラ・ミラージュを助けるよう要請され、ナキアはかつての姉妹とともに、“リビング・ヴィブラニウム”兵器の意識が格納されている“アストラル・プレーン”へと旅立った。ニューヨークのヒーローたちがミミックの自作自演のドッペルゲンガーと戦う一方で、ナキアと他のドーラたちは、彼女自身の悪意が具現化した鏡像と戦った。ナキアは鏡像に打ち勝つ力を得て、ついにミミックを倒したが、その過程で抑えられていた彼女の体を蝕む癌のために死亡した。ナキアの遺体はワカンダに連れ戻され、犠牲を称えられると、ブラックパンサーとその憧れの者たち、ピーター・パーカー/スパイダーマン、“X-MEN”、そして“アベンジャーズ”たちによって、完全な栄誉をもって埋葬された。

## パワー・能力・武装
ナキアは魔法の儀式により、超人的な強さ、スピード、敏捷性、正確さを持ち、ドーラ・ミラージュの一員であることから徒手武術の達人でもある。また彼女は、有刺鉄線のブレードとプロジェクタイル・ブレード・ランチャーを駆使する。

## MCU版
『マーベル・シネマティック・ユニバース』（MCU）では、ルピタ・ニョンゴが演じる。日本語吹替は皆川純子が担当。

### キャラクター像
ティ・チャラ/ブラックパンサーとシュリ/ブラックパンサーの兄妹やオコエの幼馴染みである、“ワカンダ”の“リバー族”の女性戦士。『ブラックパンサー』では“ウォー・ドッグ”のスパイとして活動し、『ブラックパンサー/ワカンダ・フォーエバー』ではワカンダを離れ、ハイチの小さな町で小学校の校長の職に就いている。
明朗快活な性格で、ティ・チャラにはワカンダの文明を世界に広めるべきだと勧めても受け入れられずに不満を募らせることもあるが、父を亡くした喪失感や国王としての責務に苦悩する彼を支えようと向き合う優しさを見せる。スパイとしての使命感も強く、いざ任務となれば敵対する意を見せる者が武に長けていない人物でも躊躇なく攻撃する過激な一面もある。
かつては“ドーラ・ミラージュ”に属していたものの、世界で虐げられる弱者を見過ごせず、彼らを救うため国外でスパイ活動に励むようになり、母国には戻らなくなった。そのため恋人同士だったティ・チャラとは別れたが、彼からは今もなお想いを寄せられ、自身もティ・チャラへの未練を断ち切れないでいた。

### スキル
母国語のワカンダ語や英語だけでなく韓国語も披露できる言語力を有し、愛用の武器であるチャクラムでの戦闘は勿論、銃器の取り扱いや自動車の運転まで、非常に優れた実力や、エムバクにハーブを託して、倒されたティ・チャラの代わりにウンジャダカと戦って貰おうと提案する奇抜な発想力を持つ。

### ツール
キモヨ・ビーズ
ワカンダの国民の多くがブレスレットとして片腕にはめているヴィブラニウム製の数珠。
リング・ブレード（Ring Blades）
ナキアが溶接で仕上げた、中央部にエネルギーが走っている、近接攻撃と投擲に使用される一対の大型チャクラム。シュリのラボのサンド・テーブルに、ナキアがドーラ・ミラージュ時代に着用していた赤い防護服と共に収納されていたが、エリック・キルモンガー（ウンジャダカ）らに立ち向かうためにナキアが使用する。

### 各作品における活躍
『ブラックパンサー』
本作でMCU初登場。アフリカの奴隷商人らの動向を探り、誘拐・拉致されて移送中の黒人女性たちを解放するための内偵中に、ティ・チャカの葬儀と王位継承の儀式への参加を希望するティ・チャラの願いを了承し、内偵を完了させてワカンダに戻る。その後はティ・チャラたちと行動を共にしていき、釜山でのユリシーズ・クロウを追う任務から、ワカンダを掌握したウンジャダカとの戦いまで奔走し、後者ではドーラ・ミラージュ時代の赤い防護服に身を包んで参戦する。
事後はティ・チャラと再び恋仲となり、出向いた国際連合ウィーン事務局でも彼と2人で手を繋ぎながらスピーチの場へ向かう。
『ブラックパンサー/ワカンダ・フォーエバー』

## その他のメディア

### テレビアニメ
『アベンジャーズ 地球最強のヒーロー』：マイクロシリーズ第17話『Welcome to Wakanda』にドーラ・ミラージュの一員としてカメオ出演した。

### ビデオゲーム
- 『LEGO マーベル スーパー・ヒーローズ 2 ザ・ゲーム』：DLC『ブラックパンサー』に登場[13]。
- 『Marvel Snap』[14][15]